# Molinaranea
Molinaranea is een geslacht van spinnen uit de  familie van de wielwebspinnen (Araneidae).

## Soorten
- Molinaranea clymene (Nicolet, 1849)
- Molinaranea fernandez Levi, 2001
- Molinaranea magellanica (Walckenaer, 1847)
- Molinaranea mammifera (Tullgren, 1902)
- Molinaranea phaethontis (Simon, 1896)
- Molinaranea surculorum (Simon, 1896)
- Molinaranea vildav Levi, 2001